# Annamirl Bierbichler
Annamirl Bierbichler (* 7. Dezember 1946 in Ambach am Starnberger See als Anna Maria Bierbichler; † 27. Mai 2005 in Penzberg) war eine deutsche Schauspielerin.

## Leben
Annamirl Bierbichler stammte aus einer Landwirtsfamilie aus Ambach am Starnberger See. Nach der Mittleren Reife arbeitete sie 1965 bis 1982 als Bedienung im elterlichen Gasthof Fischmeister. Über ihren jüngeren Bruder, den Schauspieler Josef Bierbichler, lernte sie Mitte der 1970er Jahre den Regisseur Herbert Achternbusch kennen, der sie 1976 ohne Schauspielausbildung in seinem Film Bierkampf besetzte. Erste größere Beachtung brachte ihr eine ungeschnittene 17-minütige Monologszene in dem folgenden Film Servus Bayern ein.
In dem dokumentarischen Film Hexen der Filmemacherin Luisa Francia erhielt sie die Hauptrolle. Danach spielte sie in zahlreichen Filmen, vorwiegend unter der Regie Achternbuschs, der sie 1985 auch als Theaterschauspielerin für die Uraufführung seines Stückes Weg an den Münchner Kammerspielen engagierte.
Annamirl Bierbichler wurde als kongeniale Interpretin Achternbuschs auch dessen ständige Begleiterin bei öffentlichen Auftritten. In Die Olympiasiegerin (1983) spielte sie seine Mutter, im nächsten Film Rita Ritter mit Schnurrbart sogar ihn selbst. Auch am Theater arbeitete sie meist unter seiner Regie.
Annamirl Bierbichler starb im Alter von 58 Jahren an Krebs.

## Filmografie
| - 1976: Bierkampf (Regie: Herbert Achternbusch) - 1977: Servus Bayern (Regie: Herbert Achternbusch) - 1979: Der Komantsche (Regie: Herbert Achternbusch) - 1979: Hexen (Regie: Luisa Francia) - 1981: Der Neger Erwin (Regie: Herbert Achternbusch) - 1981: Das letzte Loch (Regie: Herbert Achternbusch) - 1982: Der Depp (Regie: Herbert Achternbusch) - 1982: Das Gespenst (Regie: Herbert Achternbusch) - 1983: Die Olympiasiegerin (Regie: Herbert Achternbusch) - 1983: Rita Ritter (Regie: Herbert Achternbusch) - 1984: Wanderkrebs (Regie: Herbert Achternbusch) | - 1984: Die Föhnforscher (Regie: Herbert Achternbusch) - 1986: Heilt Hitler! (Regie: Herbert Achternbusch) - 1987: Triumph der Gerechten (Regie: Josef Bierbichler) - 1987: Punch Drunk (Regie: Herbert Achternbusch) - 1987: Die Nacht des Marders (Regie: Maria Theresia Wagner) - 1988: Wohin? (Regie: Herbert Achternbusch) - 1988: Gekauftes Glück (Regie: Urs Odermatt) - 1989: Mixwix (Regie: Herbert Achternbusch) - 1991: Anna Göldin – Letzte Hexe (Regie: Gertrud Pinkus) - 1992: Ich bin da, ich bin da (Regie: Herbert Achternbusch) - 1994: Ab nach Tibet! (Regie: Herbert Achternbusch) |